# Madrid Open 1999
Il Madrid Open 1999 è stato un torneo di tennis giocato sulla terra rossa. È stata la 4ª edizione del torneo, che fa parte della categoria Tier III nell'ambito del WTA Tour 1999. Si è giocato a Madrid in Spagna, dal 17 al 23 maggio 1999.

## Campionesse

### Singolare
Lindsay Davenport ha battuto in finale  Paola Suárez con il punteggio di 6–1, 6–3

### Doppio
Virginia Ruano Pascual /  Paola Suárez hanno battuto in finale  Maria Fernanda Landa /  Marlene Weingärtner con il punteggio di 6–2, 0–6, 6–0